# Vasco Gomes de Abreu
 Vasco Gomes de Abreu (c. 1320 - Castela, depois de 6 de maio de 1386), foi um nobre português, senhor da honra de Abreu, no termo de Monção,  e da localidade de Valadares.

## Biografia
Sucedeu a seu pai como senhor da honra de Abreu.
É referido por Fernão Lopes, na sua Crónica de el-rei D. Pedro I, como parente da rainha D. Leonor Teles. 
Testemunhou, em 12 de junho de1360, o juramento de D. Pedro I sobre o seu casamento com D. Inês de Castro.
Do rei D. Fernando I teve mercê do senhorio de juro e herdade de Valadares (16 de fevereiro de1383), dos castelos de Melgaço e Lapela (18 de março de 1357), e ainda a confirmação do senhorio de Abreu, com licença para lá erguer torre.
Perderia depois todos esses bens, por ter tomado o partido da rainha D. Leonor Teles, na crise de 1383 - 1385.
Efetivamente, por várias cartas régias de 1385 e de 1386, D. João I confiscou os seguintes bens e senhorios anteriormente doados a Vasco Gomes:
- Em 29 de maio de 1385, doou a Gonçalo Pires Coelho a quinta de Gondomil, que havia sido de Vasco Gomes de Abreu.
- Em 3 de novembro de 1385, doou a Pedro Vasques de Góis, seu vassalo, a quinta que Vasco Gomes de Abreu tinha na aldeia de Sanguinhal, no termo de Óbidos.
-  Em 20 de janeiro de 1386, doou a Lourenço Felgueiras, escudeiro seu vassalo, todos os bens de raiz que Vasco Gomes de Abreu possuía no julgado de Froilão, com todas as respectivas rendas e direitos, porquanto "o dito Vasco Gomes tem a vila de Melgaço contra o rei".
Finalmente, a 11 de março de 1386, D. João I doou a honra de Abreu a Afonso Garcia, seu vassalo e alcaide do castelo de Pena da Rainha, justificando da seguinte forma essa doação:
«por mujto seruiço que dele recebemos entendemos de porq.to nos disse que era da linhagem dos d abreu teemos por bem e lhe damos a honra d abreu que he em termo de monçam  ... porquanto o dcto vaasco gomez sta em nosso desujço»
A última notícia existente sobre Vasco Gomes de Abreu está num diploma de D. João I, datado de 6 de maio de 1386, em que o monarca faz doação a João Rodrigues de Vasconcelos de todos os bens de raiz que Vasco Gomes de Abreu possuía em Entre Homem e Cávado, pois este "andava em Castela em desserviço".
É assim provável que tenha falecido no Reino de Castela, pouco depois dessa data.

## Relações Familiares
Era filho de Lourenço Gomes de Abreu e de sua mulher Teresa Correia.
Casou com D. Maria de Portocarreiro, filha de Fernão Anes de Portocarreiro e de Maria Vasques de Resende, de quem teve:
1. Diogo Gomes de Abreu (c. 1365 - c. 1433), 2.º senhor de Regalados (em sucessão a seu sogro Nuno Viegas do Rego), que casou duas vezes: a primeira, com D. Violante Afonso Teles de Menezes, sem geração, e a segunda com D. Leonor Viegas do Rego, filha de Nuno Viegas (do Rego) e de Inês Dias do Rego, com geração na qual seguiria o senhorio de Pico de Regalados.
2. Helena Gomes de Abreu, casada com Vasco Gil de Bacelar.
3. Teresa Gomes de Abreu, casada com Lopo Gomes de Lira.
4. Álvaro Vaz de Abreu, casado com Maria Rodrigues Pacheco.